# Phil Younghusband
Philip James "Phil" Younghusband, född 4 augusti 1987 i Ashford, Surrey, är en engelsk-filippinsk fotbollsspelare som sedan 2011 spelar som anfallare för Loyola. Han representerar sedan 2006 även Filippinernas landslag. Även hans bror, James, är fotbollsspelare.

## Karriär

### Klubblag
Phil Younghusband startade sin karriär i Chelsea 1997. Under säsongen 2005/2006 spelade han 21 matcher och gjorde fem mål i klubbens reservlag. I augusti 2007 lånades Younghusband ut till danska Esbjerg fB. Sommaren 2008 gick hans kontrakt med Chelsea ut och han flyttade då till Filippinerna.
15 april 2011 blev det klart att han tillsammans med sin bror James hade skrivit på för San Beda. 19 augusti 2011 gjorde de båda bröderna klart med Loyola. Sin debut för klubben gjorde han när Loyola körde över Team Socceroo med 15-1 i UFL Cup. Younghusband gjorde sju av målen, vilket var nytt rekord i turneringen. Loyola gick till final i turneringen men förlorade med 2-0 och Younghusband som gjorde 25 mål på sju matcher fick nöja sig med silver. Under sin första säsong i klubben gjorde han 23 mål på 17 ligamatcher.

### Landslag
Phil Younghusband gjorde debut för Filippinerna 2006, efter att en privatperson som spelat FIFA tipsat Filippinernas fotbollsförbund om att han var tillgänglig. Under AFC Challenge Cup 2012 vann han skytteligan med sex mål när Filippinerna vann brons.